# Студенки (Рязанская область)
Студенки — село в Александро-Невском районе Рязанской области, входит в состав Благовского сельского поселения.

## Географическое положение
Село расположено на берегу реки Становая Ряса в 8 км на восток от центра поселения села Благие и в 16 км на юго-восток от райцентра посёлка Александро-Невский.

## История
Церковь в селе Студенки была построена в 1897 году на средства прихожан и разных благотворителей. Здание церкви и колокольни каменное. Престол один во имя Святителя и Чудотворца Николая. Церкви также принадлежало здание церковно-приходской школы, деревянное на каменном фундаменте. Церковно-приходская школа размещалась в церковном доме и на ее содержание от церкви отпускались средства. Заведующим в церковно-приходской школе и законоучителем в ней, а также и в земской школе был с 1896 года священник села Василий Михайлович Игумнов.
В XIX — начале XX века село входило в состав Просечинской волости Раненбургского уезда Рязанской губернии. В 1906 году в селе было 156 дворов.
С 1929 года село являлось центром Студенковского сельсовета Новодеревенского района Рязанского округа Московской области, с 1937 года — в составе Рязанской области, с 2005 года — в составе Благовского сельского поселения.

## Население
| 1859 | 1897 | 1906  | 2010 | 2023 |
| ---- | ---- | ----- | ---- | ---- |
| 721  | ↗956 | ↗1131 | ↘435 | ↗462 |

## Инфраструктура
В селе имеются Студенковская средняя общеобразовательная школа, детский сад, фельдшерско-акушерский пункт, отделение почтовой связи.

## Достопримечательности
В селе находится действующая Церковь Николая Чудотворца (1897).